# بله، منم عاشق شدم
بله، منم عاشق شدم (به هندی: Haan Maine Bhi Pyaar Kiya) فیلمی محصول سال ۲۰۰۲ و به کارگردانی دارمش دارشان است. در این فیلم بازیگرانی همچون آبیشک باچان، کاریسما کاپور، آکشی کومار، سیمونه سینگ، هیمانی شیوپوری، شاکتی کاپور، موهنیش باهل، دالی بیندرا، قادرخان ایفای نقش کرده‌اند.